# Ołeh Koszeluk
Ołeh Borysowycz Koszeluk, ukr. Олег Борисович Кошелюк, ros. Олег Борисович Кошелюк, Oleg Borisowicz Koszeluk (ur. 7 września 1969 we Lwowie) – ukraiński piłkarz, grający na pozycji pomocnika, a wcześniej napastnika.

## Kariera piłkarska

### Kariera klubowa
Wychowanek klubu Kołos Pawłohrad. W 1985 w wieku 16 lat rozpoczął karierę piłkarską. W czerwcu 1988 przeszedł do Dnipra Dniepropetrowsk, ale potem został powołany do służby wojskowej, podczas której grał w SKA Odessa. 6 marca 1992 roku już w składzie Czornomorca Odessa debiutował w Wyszczej Lidze w meczu z Karpatami Lwów (2:2). W końcu 1993 wyjechał do Izraela, gdzie bronił barw klubów Beitar Jerozolima, Hapoel Hajfa, Hapoel Ironi Riszon le-Cijjon i Hapoel Beer Szewa. W 1997 przeniósł się do Rosji, gdzie został piłkarzem Torpedo-Łużniki Moskwa. Na początku 1998 powrócił do Ukrainy, gdzie występował w Metałurhu Mariupol, a potem w amatorskim zespole Rybak-Dorożnyk Odessa. W 1999 ponownie wyjechał do Rosji, gdzie podpisał kontrakt z Mietałłurgiem Krasnojarsk. W 2002 grał w amatorskich drużynach Tyras-2500 Białogród nad Dniestrem oraz IRIK Odessa. W 2003 pół roku bronił barw kazachskiego klubu Jesil-Bogatyr Petropawł, a potem amatorskich zespołów Tyras-2500 Białogród nad Dniestrem oraz Iwan Odessa. Na początku 2004 przeniósł się do Dnipra Czerkasy, w którym zakończył karierę piłkarską. W sezonie 2011/12 będąc administratorem klubu Reał Farma Odessa rozegrał 8 meczów oficjalnych w składzie pierwszej drużyny.

### Kariera reprezentacyjna
24 września 1991 zadebiutował w olimpijskiej reprezentacji ZSRR w meczu z Węgrami (2:0).

## Sukcesy i odznaczenia

### Sukcesy klubowe
- brązowy medalista Mistrzostw Ukrainy: 1993, 1994
- zdobywca Pucharu Ukrainy: 1992